# Дубойз (Вайомінг)
Дубойз (англ. Dubois) — місто (англ. town) в США, в окрузі Фремонт штату Вайомінг. Населення — 911 особа (2020).

## Географія
Дубойз розташований за координатами 43°32′19″ пн. ш. 109°38′36″ зх. д. / 43.53861° пн. ш. 109.64333° зх. д. (43.538556, -109.643382).  За даними Бюро перепису населення США в 2010 році місто мало площу 8,89 км², з яких 8,87 км² — суходіл та 0,03 км² — водойми.

### Клімат
| Клімат : Дубойз                    | Клімат : Дубойз | Клімат : Дубойз | Клімат : Дубойз | Клімат : Дубойз | Клімат : Дубойз | Клімат : Дубойз | Клімат : Дубойз | Клімат : Дубойз | Клімат : Дубойз | Клімат : Дубойз | Клімат : Дубойз | Клімат : Дубойз | Клімат : Дубойз |
| Показник                           | Січ.            | Лют.            | Бер.            | Квіт.           | Трав.           | Черв.           | Лип.            | Серп.           | Вер.            | Жовт.           | Лист.           | Груд.           | Рік             |
| Абсолютний максимум, °C            | 15,6            | 18,9            | 22,8            | 26,1            | 29,4            | 33,9            | 37,8            | 35,0            | 33,9            | 29,4            | 23,3            | 16,1            | 37,8            |
| Середній максимум, °C              | 0,2             | 2,4             | 5,5             | 9,4             | 15,1            | 21,2            | 25,6            | 25,2            | 19,2            | 13,0            | 4,4             | 1,2             | 11,9            |
| Середня температура, °C            | −5,7            | −4,2            | −1,1            | 2,3             | 7,4             | 12,4            | 15,9            | 15,4            | 10,3            | 5,2             | −1,8            | −4,8            | 4,3             |
| Середній мінімум, °C               | −11,6           | −10,9           | −7,6            | −4,9            | −0,3            | 3,7             | 6,3             | 5,7             | 1,3             | −2,6            | −8              | −10,7           | −3,3            |
| Абсолютний мінімум, °C             | −42,2           | −37,2           | −38,9           | −24,4           | −16,1           | −6,7            | −5,6            | −3,9            | −13,3           | −19,4           | −32,2           | −45             | −45             |
| Норма опадів, мм                   | 7               | 7               | 11              | 29              | 41              | 30              | 27              | 22              | 30              | 16              | 13              | 7               | 240             |
| ---------------------------------- | --------------- | --------------- | --------------- | --------------- | --------------- | --------------- | --------------- | --------------- | --------------- | --------------- | --------------- | --------------- | --------------- |
| Джерело: NOAA (normals, 1971–2000) |                 |                 |                 |                 |                 |                 |                 |                 |                 |                 |                 |                 |                 |

## Демографія
Згідно з переписом 2010 року, у місті мешкала 971 особа в 507 домогосподарствах у складі 256 родин. Густота населення становила 109 осіб/км².  Було 625 помешкань (70/км²).
Расовий склад населення:
| - 95,8 % — білих - 1,2 % — азіатів - 0,9 % — корінних американців - 0,4 % — чорних або афроамериканців |

До двох чи більше рас належало 1,4 %. Частка іспаномовних становила 0,4 % від усіх жителів.
За віковим діапазоном населення розподілялося таким чином: 13,8 % — особи молодші 18 років, 61,1 % — особи у віці 18—64 років, 25,1 % — особи у віці 65 років та старші. Медіана віку мешканця становила 51,6 року. На 100 осіб жіночої статі у місті припадало 99,8 чоловіків;  на 100 жінок у віці від 18 років та старших — 98,3 чоловіків також старших 18 років.
Середній дохід на одне домашнє господарство  становив 45 797 доларів США (медіана — 34 716), а середній дохід на одну сім'ю — 65 787 доларів (медіана — 72 292). Медіана доходів становила 43 750 доларів для чоловіків та 34 327 доларів для жінок. За межею бідності перебувало 4,0 % осіб, у тому числі 0,0 % дітей у віці до 18 років та 3,3 % осіб у віці 65 років та старших.
Цивільне працевлаштоване населення становило 428 осіб. Основні галузі зайнятості: будівництво — 18,2 %, освіта, охорона здоров'я та соціальна допомога — 17,5 %, роздрібна торгівля — 16,4 %, мистецтво, розваги та відпочинок — 15,4 %.
За даними перепису 2000 року,
на території муніципалітету мешкало 962 людей, було 451 садиб та 274 сімей.
Густота населення становила 142,9 осіб/км². Було 556 житлових будинків.
З 451 садиб у 22,6% проживали діти до 18 років, подружніх пар, що мешкали разом, було 49,4 %,
садиб, у яких господиня не мала чоловіка — 8,4 %, садиб без сім'ї — 39,2 %.
Власники 32,6 % садиб мали вік, що перевищував 65 років, а в 8,9 % садиб принаймні одна людина була старшою за 65 років.
Кількість людей у середньому на садибу становила 2,13, а в середньому на родину 2,68.
Середній річний дохід на садибу становив 28 194 доларів США, а на родину — 33 409 доларів США.
Чоловіки мали дохід 28 125 доларів, жінки — 16 719 доларів.
Дохід на душу населення був 15 657 доларів.
Приблизно 9,9 % родин та 12,0 % населення жили за межею бідності.
Серед них осіб до 18 років було 13,8 %, і понад 65 років — 3,7 %.
Середній вік населення становив 44 років.